# Cantonul Plœuc-sur-Lié
Cantonul Plœuc-sur-Lié este un canton din arondismentul Saint-Brieuc, departamentul Côtes-d'Armor, regiunea Bretania, Franța.

## Comune
- Le Bodéo
- La Harmoye
- L'Hermitage-Lorge
- Lanfains
- Plaintel
- Plœuc-sur-Lié (reședință)